# Шерратт, Эндрю
Эндрю Шерратт (англ. Andrew George Sherratt; 8 мая 1946, Олдем, Большой Манчестер — 24 февраля 2006, Уитни, Юго-Восточная Англия) — британский археолог, преисторик. Доктор философии (1976), профессор. С 1973 года работал в музее Эшмола (до 2005), профессор Оксфорда (с 2002, преподавал там с 1997), незадолго до смерти стал профессором Шеффилдского университета (с 2005).
Вырос в Мансфилде (Ноттингемшир). Окончил кембриджский Питерхаус (бакалавр археологии и антропологии, 1968), где занимался с 1965 года. Остался в Кембридже для работы над диссертацией под началом Дэвида Кларка; получил докторскую степень в Кембридже, диссертация — `The Beginning of the Bronze Age in south-east Europe´. С 1973 года работал в музее Эшмола. С 1997 года ридер, с 2002 года профессор Оксфорда. С 2005 года — за несколько месяцев до своей смерти занял новосозданную кафедру преистории Старого Света Шеффилдского университета.
Огромное влияние оказал на него Гордон Чайлд. Занимался технологическими и социальными практиками и их влиянием на общество. Международное признание ему принесла работа «Secondary Products Revolution». Вероятно, его наиболее цитируемой работой стала Plough and pastoralism: aspects of the secondary products revolution (1981). Автор Economy and society in prehistoric Europe: changing perspectives (1997).
Редактировал The Cambridge Encyclopedia of Archaeology (1980).
С 1983 года состоял членом редколлегии Past and Present. 
Публиковался в Journal of European Archaeology.
Супруга (с 1974) Susan Sherratt являлась его коллегой и соавтором, двое сыновей и дочь.